# Office national d'études et de recherches aérospatiales
Office national d'études et de recherches aérospatiales (em português: Escritório Nacional de Estudos e Pesquisas Aeroespaciais - ONERA) é o principal centro de pesquisa francês nos setores aeronáutico, espacial e de defesa. Todas as disciplinas e tecnologias no campo estão envolvidas. Muitos programas aeroespaciais passaram pelo ONERA: projetos Ariane, Falcon, Rafale, Airbus, mísseis, helicópteros, motores, radares, etc.
Sob tutela do Ministério da Defesa, este estabelecimento público de natureza industrial e comercial (EPIC) tem um orçamento de cerca de 230 milhões de euros, metade dos quais em subsídios do Estado, e emprega cerca de 2.000 pessoas, a maioria investigadores e técnicos. A ONERA possui recursos significativos de teste e cálculo e, em particular, a maior frota de túneis de vento da Europa. O Presidente do ONERA é nomeado pelo Conselho de Ministros sob proposta do Ministro da Defesa.